# Sógi
A sógi (将棋) egy sakkhoz hasonló játék, amely Japánból származik, emiatt „japán sakk” néven is ismert. A sakk változatai közül talán ez különbözik leginkább a nálunk is ismert nyugati sakktól.

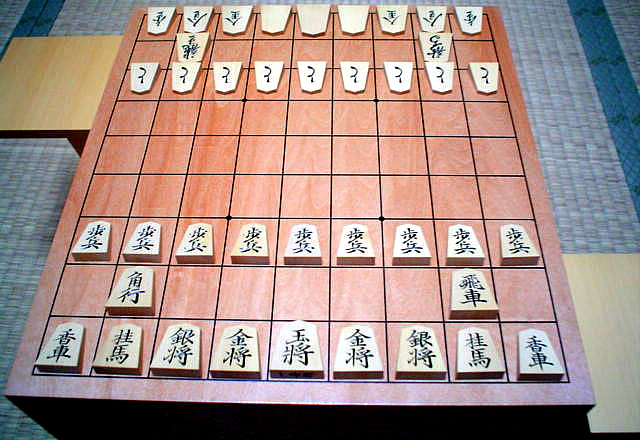
Egy sógitábla, amely az egyik oldalon kezdőállásban, a másik oldalon pedig előlépve mutatja a bábukat.

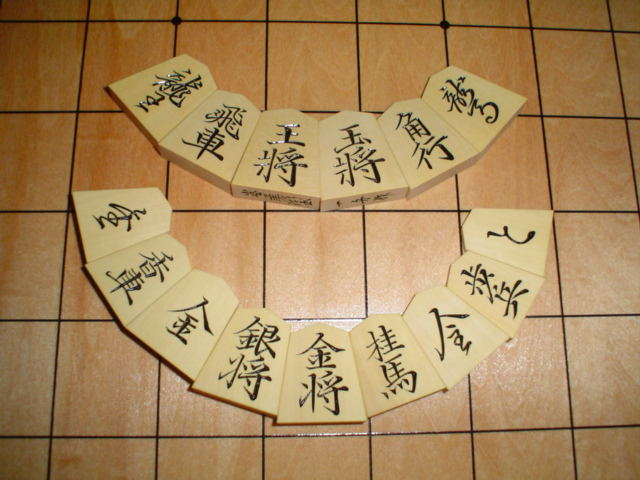
A sógibábuk közelről. Vannak benne megfordított, előléptetett bábuk is.

## Története
A sakkszerű játékok közös őse, az indiai csaturanga valamikor az i. sz. 1. és 4. század között jelent meg. Nyugat felé terjedve Perzsiába kerül, majd, miután az arabok meghódítják Perzsiát, arab kereskedők révén eljut Európába. Itt a 15. század végére alakul a ma ismert sakká.
Ugyanez a játék, a csaturanga kelet felé terjedve teljesen más utat járt be. Hogy ezt megérthessük, célszerű áttekinteni azokat a változtatási hullámokat, melyek Indiából kiindulva a játék valamennyi változatán végigterjedtek.
Az első hullám a játék eredeti szabályait tartalmazta. Ez még a valódi, harctéri katonai egységeket próbálta utánozni, azaz a bábuk mozgási lehetőségei korlátozottak (pl. a lovas és a harci szekér csak előre mozoghat, hiszen a valódi csatában is ebben az irányban a leghatékonyabbak).
A második hullám lényegesen megnövelte a bábuk lehetőségeit. Ennek során alakult át a lovas (huszár) és a harci szekér (bástya) lépése oly módon, hogy erejük a négyszeresére nőtt. A harmadik hullám pedig egy olyan szabálymódosítást tartalmazott, amely szerint a gyalogok átlós irányban üthetnek.
Mint ismeretes, ezen hullámok mindegyike elérte a nyugati sakk elődjét is, és a mai napig megőrződtek a sakkban. Kína azonban elutasította a harmadik, Japán pedig a második és a harmadik hullámot. Ezen ázsiai országokban ugyanis a bábuként eredetileg kis szobrocskákat, figurákat használó játék előbb-utóbb átalakult: kínai írásjellel ellátott lapocskák vették át a bábuk szerepét. Attól a ponttól kezdve, amikor ez bekövetkezett, az adott országok már saját kultúrájuk szerves részeként tekintettek a játékra, és elutasították a további, indiai eredetű változtatásokat (illetve ezek helyett a saját elgondolásaik szerint változtatták a játékot). De vajon hogyan lehetséges, hogy mindez korábban bekövetkezett Japánban, mint az írásjelek valódi hazájában, Kínában?
A választ erre a kérdésre paradox módon éppen Japán viszonylagos fejletlenségében kell keresnünk. Míg Kínában a 7. század körül (a játék elterjedésének idején) már általános volt a papír használata, addig a papír előállításának bonyolultsága miatt Japánban még nem terjedt el ilyen mértékben. Helyette az ún. "mokkan"-t használták - ez a szó fából készült táblát jelent, melyre az írásjeleket írták. Továbbá, mivel az indiai eredetű játék gyorsan és széles körben terjedt, egyszerűbbnek bizonyult a mokkanok használata bábuként, mint megannyi figura-készlet kifaragása.
A mokkan azonban színtelen, ezért a japán sógiban nem volt "sötét" és "világos" - egy másik módszert kellett találni annak jelölésére, hogy melyik bábu melyik játékoshoz tartozik. Ezért a játékra használt mokkanokat ötszögű formára vágták, hogy csúcsuk mindig az ellenfél tábora felé mutasson (ezt, bár sokkal kifinomultabb formában, a mai napig alkalmazzák a sógikészletek faragásánál). Sőt, mivel minden mokkannak két oldala van, kézenfekvő szabályváltoztatás volt, hogy a bábuk többségét elő lehessen léptetni akkor, amikor behatol az ellenfél területére (a mokkan-lapocska megfordításával).

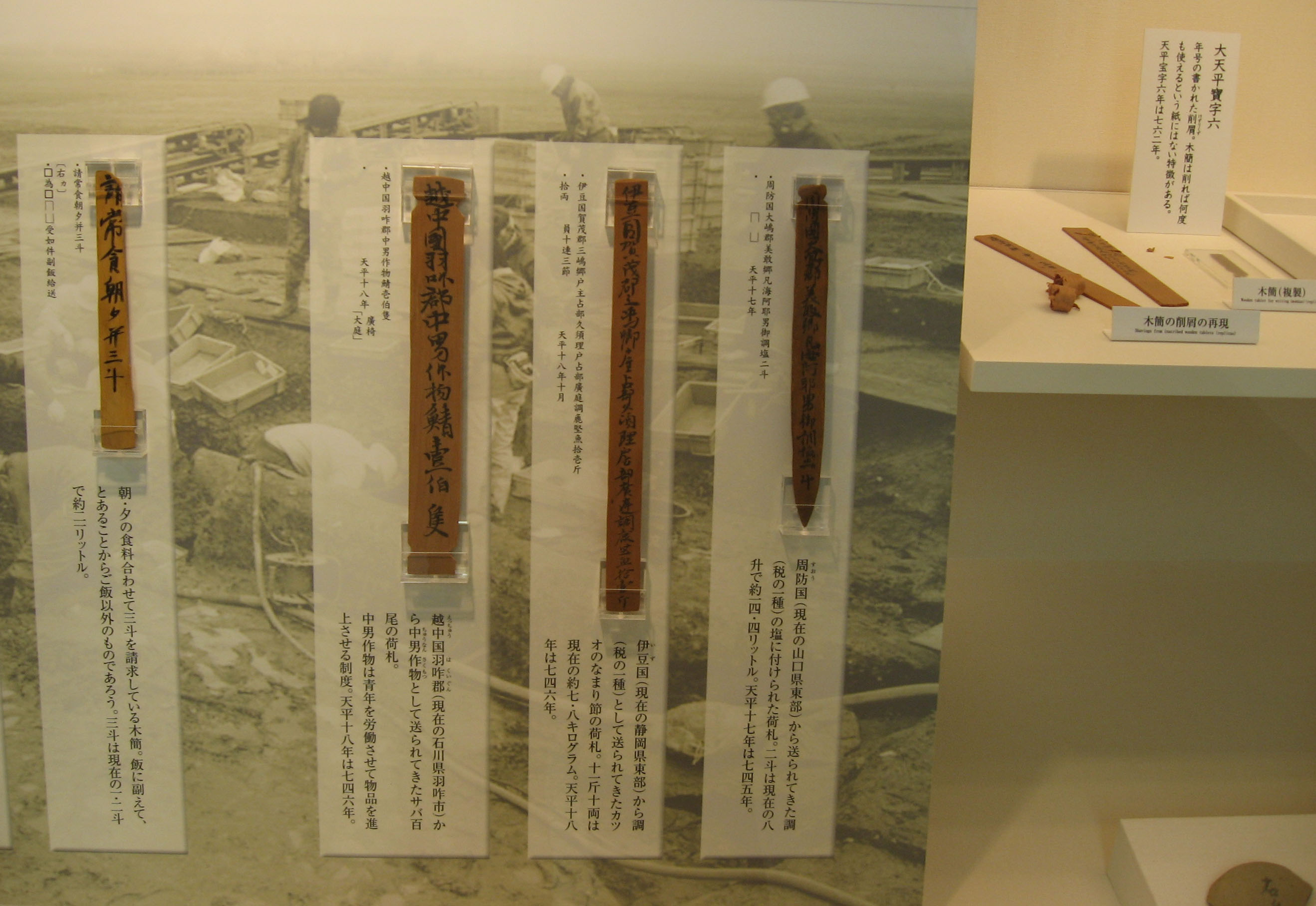
Néhány mokkan (írásra használt fatábla), amilyenből a sógibábuk is kialakultak.

Az indiai csaturanga tehát a 7. század körül érkezik Japánba, és hamar átalakul a speciálisan japán sógivá (noha a tájföldi makruk korai befolyása érezhető). De vajon hogyan kerül be a játékba az annak annyira egyedi ízt kölcsönző behozási szabály, amely szerint az ellenféltől leütött bábuk a saját oldalunkon újra játékba hozhatók? Ez a szabály kizárólag a japán sógiban található meg, nyoma sincs a többi ország sakkjátékaiban. Logikus tehát, hogy a szabály Japánban született - de vajon mikor?
A nyugati (főként angol nyelvű) sógi-irodalomban gyakran idézik David Pritchard 1994-ben megjelent könyvét ("The Encyclopedia of Chess Variants"), melyben a következő elmélet olvasható: Japánt a 16. század nagy részében belháborúk szaggatták részekre, ez volt az ún. "Szengoku-dzsidai", a harcoló tartományok kora. Egy ilyen háborúban a már térdre kényszerített ellenséget nem lehetett elpusztítani, hiszen az Japán népességének drasztikus apadását vonta volna maga után. Ehelyett a legyőzött ellenségből szövetséges lett, aki ezek után együtt harcolt legyőzőjével annak ellenségei ellen. Ennek mintájára a sógiban is megjelent az a szabály, hogy az ellenféltől leütött bábukat a saját oldalunkon játékba hozhatjuk.
Bár az elmélet tetszetős, és a "Szengoku-dzsidai"-al kapcsolatos megjegyzései igazak, semmiféle bizonyíték nem található arra, hogy ennek köze lenne a behozási szabályhoz - sőt, a japán nyelvű szakirodalom szerint a bizonyítékok ellene szólnak, amint arra hamarosan visszatérünk. Ennek ellenére szomorú tény, hogy a sógival kapcsolatban, nem japán nyelven eddig megjelent írások gyakorlatilag mindegyike átveszi ezt az elméletet Pritchardtól.
Mi tehát a japán kutatók álláspontja a behozási szabállyal kapcsolatban? Az ember első gondolata talán az lenne, hogy először a behozási szabály ötlete jelent meg, és ezután alkottak olyan készletet, amely erre alkalmas. A fentebb leírtakból azonban kitűnik, hogy a Japánban használt sógikészletek mindig is alkalmasak voltak erre a szabályra: a mokkan esetében nincs színbeli megkülönböztetés, de az ötszögű mokkant fordítva felhelyezve a táblára már a másik játékos bábujává válik. Ezért a behozási szabály lehetősége mindvégig ott volt a sógiban, és csak idő kérdése volt, hogy valaki felismerje.
A valóság az, hogy találtak egy 1058-ból származó sógi-készletet, amely már bizonyíthatóan olyan játékhoz készült, ahol a játékosok az ellenfél bábuit a saját oldalukon játékba hozták. Első megközelítésben talán nem világos, hogyan is bizonyítható ez. Nos, a sógi szabályai szerint, ha az ellenfél előlépett bábuját ütjük le, az mintegy "visszaváltozik", és újból eredeti helyzetében kerül a kézben tartott bábuk közé. Ezért mindazoknál a bábuknál, amelyek előlépve aranytábornokként használhatók, jelölni kell a hátoldalon, hogy eredetileg milyen bábuk voltak (gyalog, jari, lovas vagy ezüsttábornok), máskülönben az ellenfél nem tudná, hogy az előlépett bábut leütve milyen bábut kap kézbe. Ennél az 1058-ban készült készletnél pedig a gyalog, jari, lovas és ezüsttábornok hátoldalán más és más jel található, amelyek, bár nem egyeznek meg a ma használt írásjelekkel, világosan jelzik, hogy alkalmazták a behozási szabályt, hiszen ha nem így lenne, elég lett volna az aranytábornok jele is.
Még ezzel együtt is nehéz megmondani, hogy pontosan mikor jelent meg a behozási szabály, hiszen csak annyit tudni, hogy 1058-ban már létezett. A legelfogadottabb vélemény szerint 1000 körül jelenhetett meg.
A sógi mai formáját a 13. században nyerte el, amikor (a többi sakkvariánstól függetlenül) megalkották a futót és bástyát, melyekből a sógiban kezdetben mindkét oldalon 1-1 található. (Kimura, 2002)

## Játékszabályok

A sógitábla kezdőállása

A tábla mérete 9x9-es, a nyugati sakkal ellentétben a vonalakat arab számokkal, a sorokat pedig kandzsival (számoknak megfelelő japán írásjellel) jelölik fentről lefelé. Nyugaton elterjedt a sorok betűvel való jelölése is, a magyar jelölési rendszer pedig a sorokat és vonalakat egyaránt arab számokkal jelöli (az első szám utal a vonalra, a második pedig a sorra).
A bábuk közül soknak van megfelelője a nyugati sakkban, de ezek lépései gyakran nem egyeznek meg teljes mértékben. Van például király, lovas, futó, bástya és gyalog, de ezek mellett vannak arany- és ezüsttábornokok is. Ezek közül a király, a bástya és a futó ugyanúgy lép, mint a nyugati sakkban.
A lépésszabályokon kívül egy jelentős különbség, hogy az ellenfél térfelének utolsó 3 sorába lépve a legtöbb bábu előléptethető, és így erősebb lesz (új lépéslehetőségeket kap). Előléptetésnél a bábut megfordítják. Bizonyos készlettípusoknál az előlépett bábuk színe piros, mások a kurzívabb írásmódot (japánul szóso) alkalmazzák az előlépett bábukat jelölő írásjelekre.
A legnagyobb különbség a sógi és a nyugati sakk között azonban az, hogy a táblán való lépés helyett az ellenféltől leütött bábuk valamelyike visszatehető a táblára saját bábuként (azaz "behozható"). Természetesen a bábuknak nincs színe, csak az irányuk jelzi, hogy kihez tartoznak, hiszen a játék során egy bábu akárhány alkalommal "gazdát cserélhet". A leütött, de a táblára még vissza nem helyezett bábukat mindkét játékos a tábla mellett, a jobb kezénél az asztalon, vagy arra kijelölt komadai-on (bábutartón) gyűjti a tábla mellett. Fontos, hogy ezek a bábuk is a játék résztvevői, ezért fontos az ellenfél számára jól láthatóan, megfelelő sorrendbe téve elhelyezni őket.
| Bábu                        | Kandzsi | Rōmadzsi | Magyar átírás | Hiragana     | Röv.              | Jelentés                   |
| --------------------------- | ------- | -------- | ------------- | ------------ | ----------------- | -------------------------- |
| "Alacsonyabb rangú" király  | 玉将    | gyokushō | gjokusó       | ぎょくしょう | 玉 (gyoku)        | jáde tábornok              |
| "Magasabb rangú" király     | 王将    | ōshō     | ósó           | おうしょう   | 王 (ō)            | király                     |
| Bástya                      | 飛車    | hisha    | hisa          | ひしゃ       | 飛 (hi)           | égi szekér                 |
| Sárkány                     | 龍王    | ryūō     | rjúó          | りゅうおう   | 龍 vagy 竜* (ryū) | sárkánykirály              |
| Futó                        | 角行    | kakugyō  | kakugjó       | かくぎょう   | 角 (kaku)         | átlósan lépő bábu          |
| Sárkányló                   | 龍馬    | ryūma    | rjúma         | りゅうま     | 馬 (uma)          | sárkányló                  |
| Aranytábornok               | 金将    | kinshō   | kinsó         | きんしょう   | 金 (kin)          | aranytábornok              |
| Ezüsttábornok               | 銀将    | ginshō   | ginsó         | ぎんしょう   | 銀 (gin)          | ezüsttábornok              |
| Előlépett ezüsttábornok     | 成銀    | narigin  | narigin       | なりぎん     |                   | előléptetett ezüsttábornok |
| Lovas                       | 桂馬    | keima    | keima         | けいま       | 桂 (kei)          | „kacura”-ló                |
| Előlépett lovas             | 成桂    | narikei  | narikei       | なりけい     |                   | előlépett lovas            |
| Jari                        | 香車    | kyōsha   | kjósa         | きょうしゃ   | 香 (kyō)          | tömjénszekér               |
| Előlépett jari              | 成香    | narikyō  | narikjó       | なりきょう   |                   | előlépett tömjénszekér     |
| Gyalog                      | 歩兵    | fuhyō    | fuhjó         | ふひょう     | 歩 (fu)           | gyalogos katona            |
| Tokin (Előléptetett gyalog) | と金    | tokin    | tokin         | ときん       | と (to)           | "Hamis arany"              |

* A 竜 a 龍 egy egyszerűsített formája.
A sógiban nincs döntetlen, ha (igen ritkán) mégis előfordul, a meccset azonnal újra kell játszani, felcserélt színekkel. A profi játszmák 1%-a ér így véget.

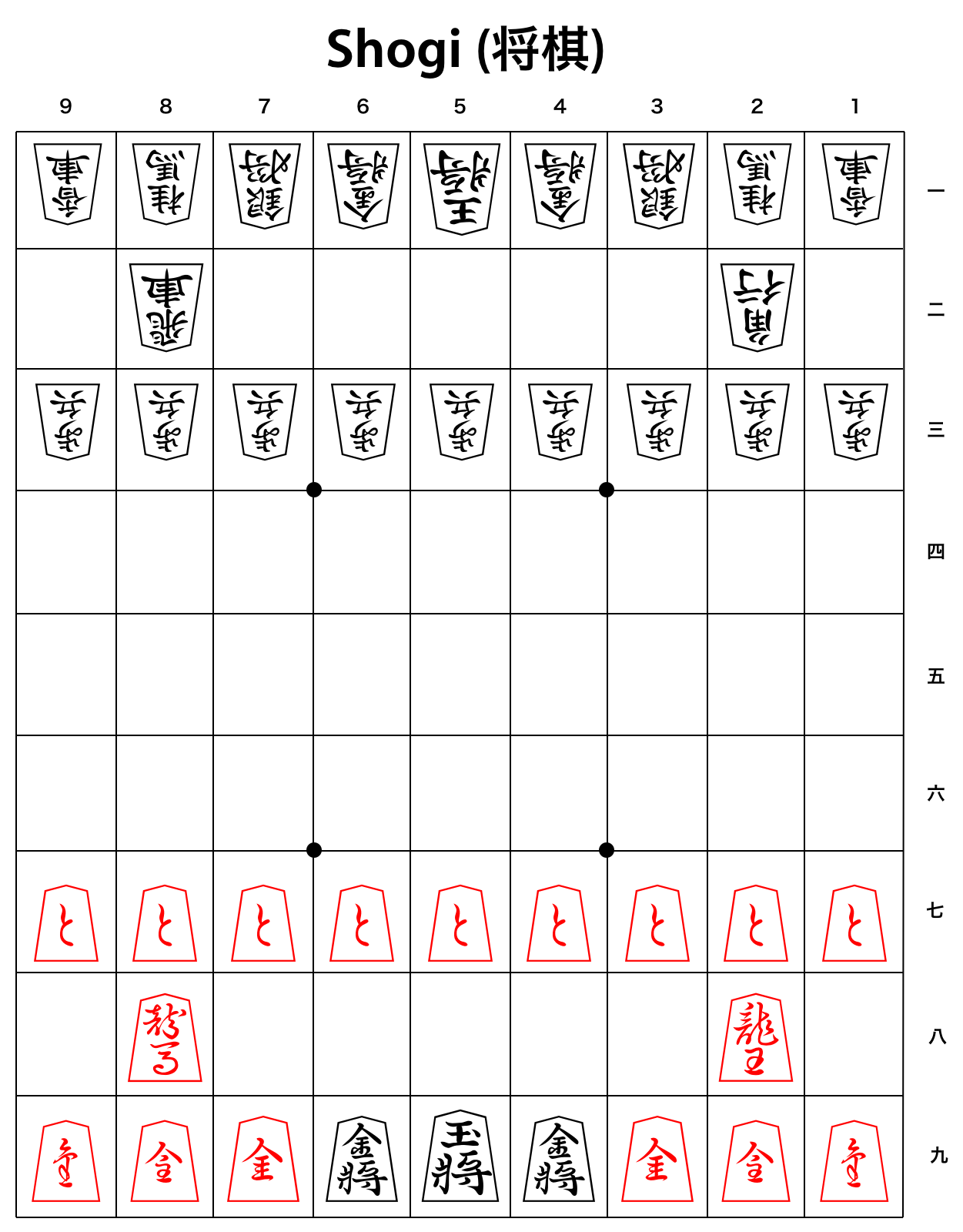
Az előlépett bábuk egyes készletekben piros színt kapnak, és megváltozik a feliratuk. Az ábra alján az előlépett bábuk a saját pozíciójukon vannak (mintha visszaléptek volna oda az előléptetés után). A király és az arany tábornok nem léptethető elő.

## Kezdőállás
A kezdőálláshoz a játékosoknak a következő módon és sorrendben kell lerakniuk a bábukat, a csúcsukkal az ellenfél felé mutatva:
- Az első sorba kerülő figurák:
  - A király középre kerül.
  - A két aranytábornok tőle közvetlenül jobbra és balra helyezkedik el.
  - Ezeket a két ezüsttábornok követi jobbról és balról.
  - Melléjük a lovasok kerülnek.
  - A két sarokba pedig a jarikat rakjuk.

Tehát az első sor így néz ki: |Jari|Lovas|Ezüsttábornok|Aranytábornok|Király|Aranytábornok|Ezüsttábornok|Lovas|Jari|.
- A következő sorba a futó és a bástya kerül:
  - A futó a bal oldali lovas elé.
  - A bástya a jobb oldali lovas elé.
- A harmadik sorba a 9 gyalogot rakjuk, középről a szélek felé haladva.

## Lépések és ütések
A sakktól eltérő módon (ahol a gyalogok előre lépnek, de átlósan ütnek), a sógiban minden bábu csak ugyanolyan irányban üthet, ahogy lépni tud.

### Király
A király egyszerre egy lépést tud tenni vízszintesen, függőlegesen vagy átlósan.
|  |   |    | \| \| \| \| \| \| \| \| ○ \| ○ \| ○ \| \| \| \| ○ \| 王 \| ○ \| \| \| \| ○ \| ○ \| ○ \| \| \| \| \| \| \| \| |  |
|  |   |    | |  |
|  | ○ | ○  | ○ |  |
|  | ○ | 王 | ○ |  |
|  | ○ | ○  | ○ |  |
|  |   |    | |  |

### Bástya
A bástya vízszintesen és függőlegesen akárhány mezőt léphet.
|   |   |    | \| \| \| │ \| \| \| \| \| \| │ \| \| \| \| ─ \| ─ \| 飛 \| ─ \| ─ \| \| \| \| │ \| \| \| \| \| \| │ \| \| \| |   |
|   |   | │  | |   |
|   |   | │  | |   |
| ─ | ─ | 飛 | ─ | ─ |
|   |   | │  | |   |
|   |   | │  | |   |

### Futó
A futó átlósan bármennyit léphet.
|    |    |    | \| ＼ \| \| \| \| ／ \| \| \| ＼ \| \| ／ \| \| \| \| \| 角 \| \| \| \| \| ／ \| \| ＼ \| \| \| ／ \| \| \| \| ＼ \| |    |
| ＼ |    |    | | ／ |
|    | ＼ |    | ／ |    |
|    |    | 角 | |    |
|    | ／ |    | ＼ |    |
| ／ |    |    | | ＼ |

### Aranytábornok
Az aranytábornok egy mezőt léphet vízszintesen vagy függőlegesen, illetve átlósan előre (tehát hátrafelé átlósan nem haladhat).
|  |   |    | \| \| \| \| \| \| \| \| ○ \| ○ \| ○ \| \| \| \| ○ \| 金 \| ○ \| \| \| \| \| ○ \| \| \| \| \| \| \| \| \| |  |
|  |   |    | |  |
|  | ○ | ○  | ○ |  |
|  | ○ | 金 | ○ |  |
|  |   | ○  | |  |
|  |   |    | |  |

### Ezüsttábornok
Az ezüsttábornok csak átlósan léphet egyet, illetve egy mezőt egyenesen előre.
|  |   |    | \| \| \| \| \| \| \| \| ○ \| ○ \| ○ \| \| \| \| \| 銀 \| \| \| \| \| ○ \| \| ○ \| \| \| \| \| \| \| \| |  |
|  |   |    | |  |
|  | ○ | ○  | ○ |  |
|  |   | 銀 | |  |
|  | ○ |    | ○ |  |
|  |   |    | |  |

### Lovas
A lovas "L" alakban, előrefelé léphet (oldalirányban és visszafelé nem). Hasonlóan a nyugati sakkban lévő huszárhoz, valójában nem lép, hanem "ugrik" (azaz akkor is megteheti a lépését, ha a közvetlenül előtte lévő mező foglalt).
|  |   |    | \| \| ☆ \| \| ☆ \| \| \| \| \| \| \| \| \| \| \| 桂 \| \| \| \| \| \| \| \| \| \| \| \| \| \| \| |  |
|  | ☆ |    | ☆                                                                                                |  |
|  |   |    |                                                                                                  |  |
|  |   | 桂 |                                                                                                  |  |
|  |   |    |                                                                                                  |  |
|  |   |    |                                                                                                  |  |

### Jari
A jari tetszőleges számú üres mezőt léphet előrefelé, de nem léphet hátra, vagy vízszintesen.
|  |  |    | \| \| \| │ \| \| \| \| \| \| │ \| \| \| \| \| \| 香 \| \| \| \| \| \| \| \| \| \| \| \| \| \| \| |  |
|  |  | │  |                                                                                                  |  |
|  |  | │  |                                                                                                  |  |
|  |  | 香 |                                                                                                  |  |
|  |  |    |                                                                                                  |  |
|  |  |    |                                                                                                  |  |

### Gyalog
A gyalog csak egy lépést léphet előre. Nem mozoghat oldalirányban és hátrafelé.
|  |  |    | \| \| \| \| \| \| \| \| \| ○ \| \| \| \| \| \| 歩 \| \| \| \| \| \| \| \| \| \| \| \| \| \| \| |  |
|  |  |    |                                                                                                |  |
|  |  | ○  |                                                                                                |  |
|  |  | 歩 |                                                                                                |  |
|  |  |    |                                                                                                |  |
|  |  |    |                                                                                                |  |

## Előléptetés
A figurák "előléptetési zónája" az utolsó három sorban van. Ha egy bábu ebbe a zónába érkezik, ebben mozog, vagy elhagyja ezt, akkor (a király és az aranytábornok kivételével) előléptethetők egy erősebb bábuvá. Az előléptetésre a mozgás megtételével együtt kerül sor, ilyenkor a bábut a lépés végén már megfordítva helyezik vissza a táblára. Az előléptetés nem vonható vissza, mindaddig érvényben marad, amíg a bábut le nem ütik (ebben az esetben "visszaalakul" gyengébb formájába, és ebben az állapotban kerül az ellenfél komadai-ára).
|    |    |    |    |    |    |    |    |    |
|    |    |    |    |    |    |    |    |    |
|    |    |    |    |    |    |    |    |    |
|    |    |    |    |    |    |    |    |    |
|    |    |    |    |    |    |    |    |    |
|    |    |    |    |    |    |    |    |    |
| 歩 | 歩 | 歩 | 歩 | 歩 | 歩 | 歩 | 歩 | 歩 |
|    | 角 |    |    |    |    |    | 飛 |    |
| 香 | 桂 | 銀 | 金 | 玉 | 金 | 銀 | 桂 | 香 |

Az előléptetés megváltoztatja a figurák mozgását, a következőképpen:
- Az ezüsttábornok, a lovas, a jari, valamint a gyalog előléptetés után úgy lép, mint egy aranytábornok. Az előlépett gyalog neve "tokin".
- A bástya és a futó megtartják eredeti lépéslehetőségeiket, továbbá egy mezőt bármelyik irányban léphetnek (mintha megkapták volna a király lépési lehetőségeit is). Az így előléptetett bástya neve sárkány, míg a futóé sárkányló.
- A királyt és az aranytábornokot nem lehet előléptetni.

### Előlépett bástya (sárkány)
A sárkány úgy mozoghat, mint egy hagyományos bástya és egy király egyszerre.
|   |   |    | \| \| \| │ \| \| \| \| \| ○ \| │ \| ○ \| \| \| ─ \| ─ \| 龍 \| ─ \| ─ \| \| \| ○ \| │ \| ○ \| \| \| \| \| │ \| \| \| |   |
|   |   | │  | |   |
|   | ○ | │  | ○ |   |
| ─ | ─ | 龍 | ─ | ─ |
|   | ○ | │  | ○ |   |
|   |   | │  | |   |

### Előlépett futó (sárkányló)
A sárkányló úgy mozoghat, mint egy hagyományos futó és egy király egyszerre.
|    |    |    | \| ＼ \| \| \| \| ／ \| \| \| ＼ \| ○ \| ／ \| \| \| \| ○ \| 馬 \| ○ \| \| \| \| ／ \| ○ \| ＼ \| \| \| ／ \| \| \| \| ＼ \| |    |
| ＼ |    |    | | ／ |
|    | ＼ | ○  | ／ |    |
|    | ○  | 馬 | ○ |    |
|    | ／ | ○  | ＼ |    |
| ／ |    |    | | ＼ |

### Kötelező előléptetések
Ha egy gyalog vagy egy jari eléri az utolsó sort, vagy egy lovas az utolsó kettőt, akkor kötelező előléptetni (különben nem tudna lépni).

## Taktika

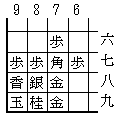
Az egyik védelmi mód, az anaguma
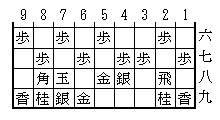
Funagakoi
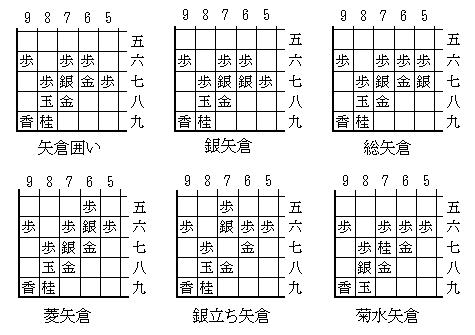
A jagura-védelem változatai
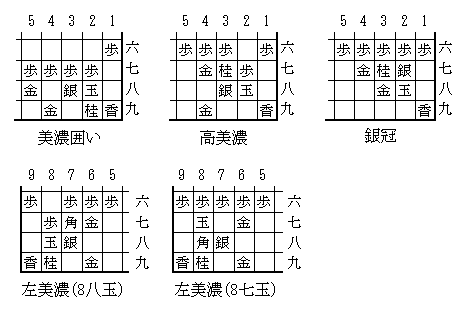
A minói védelem változatai

## Feladványok

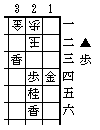
Egy cume-sógi feladvány

## A sógi változatai

Egy négyszemélyes sógijátszma kezdőállása.
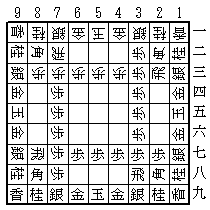
Egy négyszemélyes sógijátszma másik fajta kezdőállása.
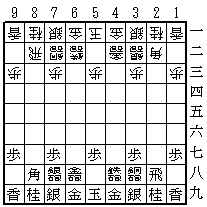
Egy ágyús sógi. Az ágyúk a hsziangcsi („kínai sakk”) fontos bábui. Onnan lettek átvéve.
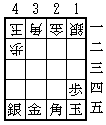
Egy 4x5-ös variáns.
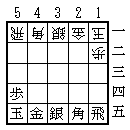
Egy sógi variáns kezdőállása 5x5-ös táblán.
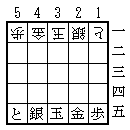
Kiotó-sógi, egy 5x5-os variáns.
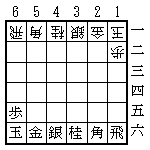
Egy 6x6-os variáns.
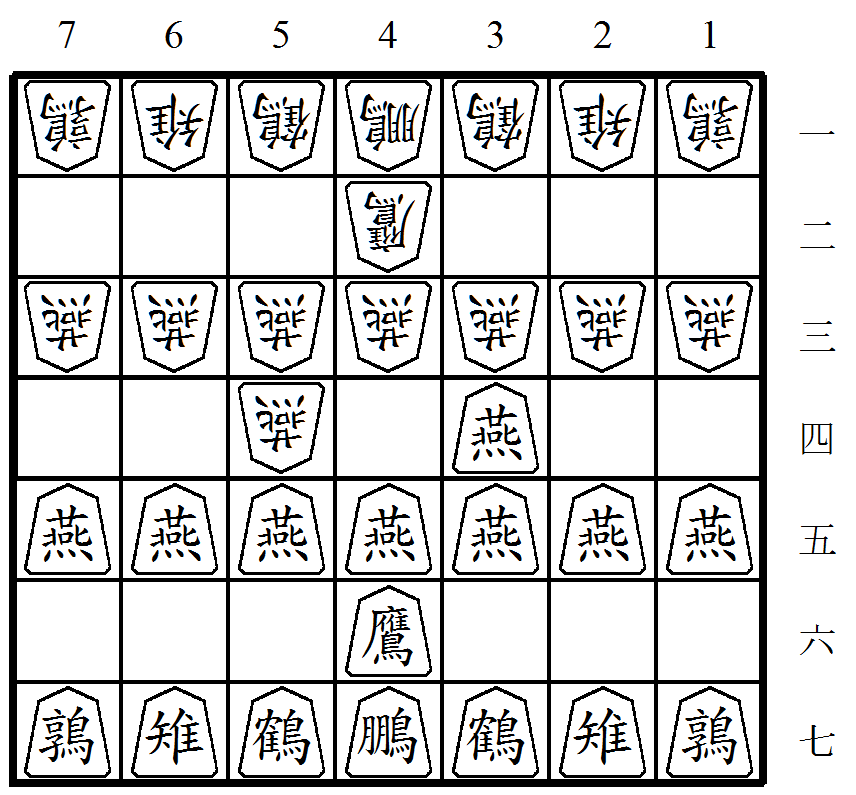
Tori-sógi, egy 7x7-os variáns.
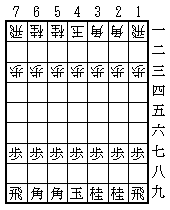
Jari-sógi, egy 7x9-os variáns.
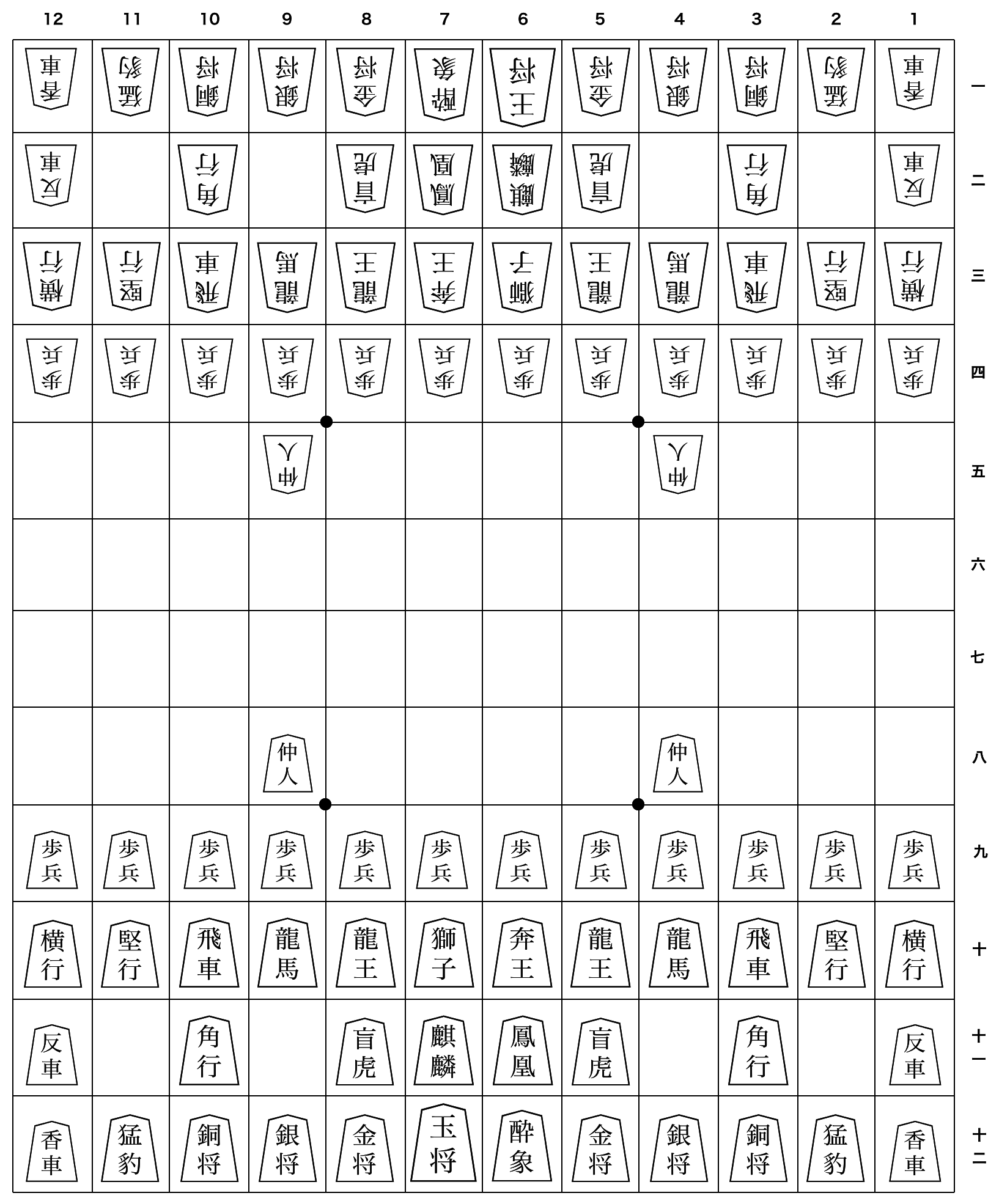
Csú-sógi